# Olokun
Olokun (”Havets ägare”) är en gudinna i mytologin hos yorubafolket i Nigeria i Västafrika.

## De högsta gudomligheterna
De högsta gudomligheterna i yorubafolkets religion består av tre övergudar, Olodumare som skapade universum, Olorun som äger solen och himlen och Olofi som regerar över jorden. Olokun äger havet och bor i ett palats på havets botten.

## Västafrika

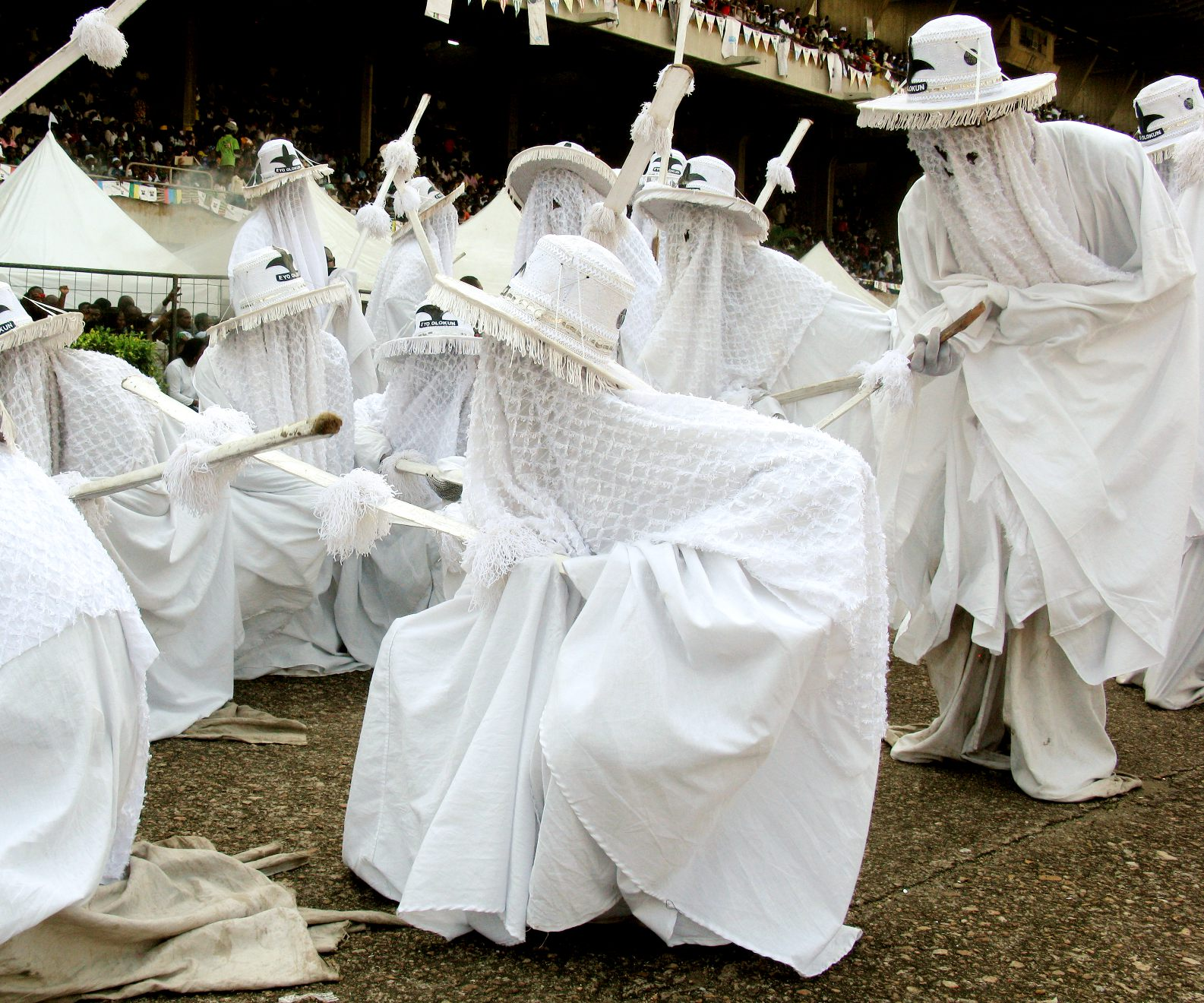
Eyo Olokun festival i Lagos, Nigeria

Vattengudar är överallt närvarande i södra Benin och Nigeria. Särskilt Olokun dyrkas av Edo-folket i sydvästra Nigeria.
Olokun är androgyn och kan inta vilken skepnad han vill. Han är hälften man, hälften sjöjungfru. Olokun skänker välstånd och fruktbarhet. Fiskare och sjöfolk ser honom som en gud och ansvarig för översvämningar och skeppsbrott. Folk i inlandet ser Olokun som gudinna.